# Tukanbarbett
Tukanbarbett (Semnornis ramphastinus) är en fågel i familjen tukanbarbetter inom ordningen hackspettartade fåglar.

## Utseende och läte
Tukanbarbetten är en spektakulärt färgad barbett. Den har grå strupe, rött på bröst och buk, svart hjässa, en vit strimma bakom ögat och en kraftig gul näbb med svart spets. Sången som utförs i duett är karakteristisk, där hane och hona samtidigt avser en lång serie nasala tutar i olika tonhöjd och hastighet. 

## Utbredning och systematik
Tukanbarbett delas in i två underarter med följande utbredning:
- Semnornis ramphastinus caucae – förekommer i västra Anderna i sydvästra Colombia (Valle till Nariño)
- Semnornis ramphastinus ramphastinus – förekommer i Anderna i nordvästra och västcentrala Ecuador

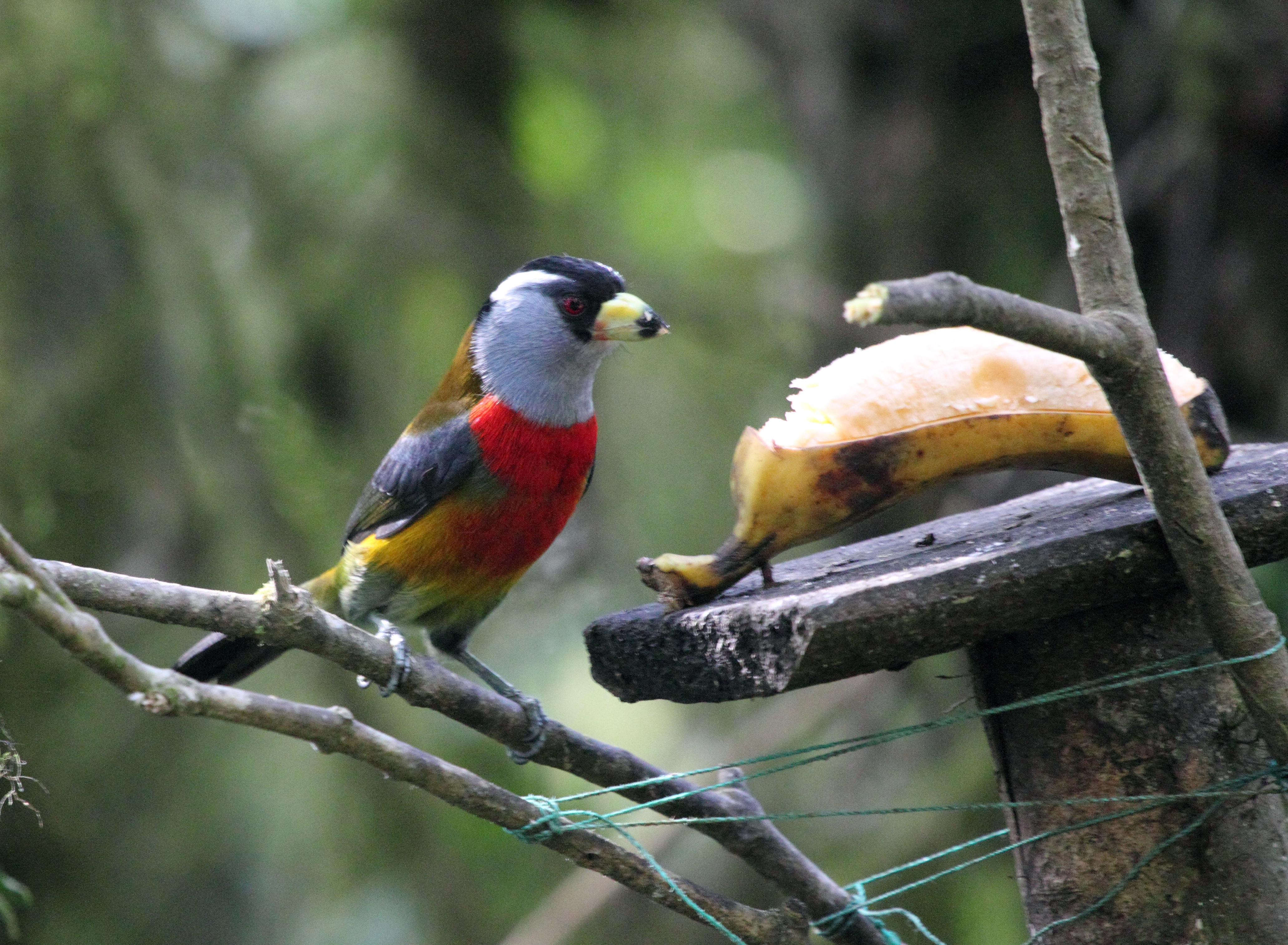

## Levnadssätt
Tukanbarbetten hittas i bergsbelägen molnskog. Där ses den vanligen i par i trädtaket, ofta i artblandade flockar. Födan består av både stora insekter och frukt. Den kan också besöka fågelmatningar.

## Status
Tukanbarbetten har ett rätt begränsat utbredningsområde och tros minska relativt kraftigt till följd av habitatförlust och fångst för vidare försäljning inom burfågelindustrin. Internationella naturvårdsunionen IUCN listar den därför som nära hotad.